# Очеретянка кабо-вердська
Очеретянка кабо-вердська (Acrocephalus brevipennis) — вид співочих птахів з родини очеретянкових (Acrocephalidae). Ендемік островів Кабо-Верде біля узбережжя Західної Африки.

## Опис

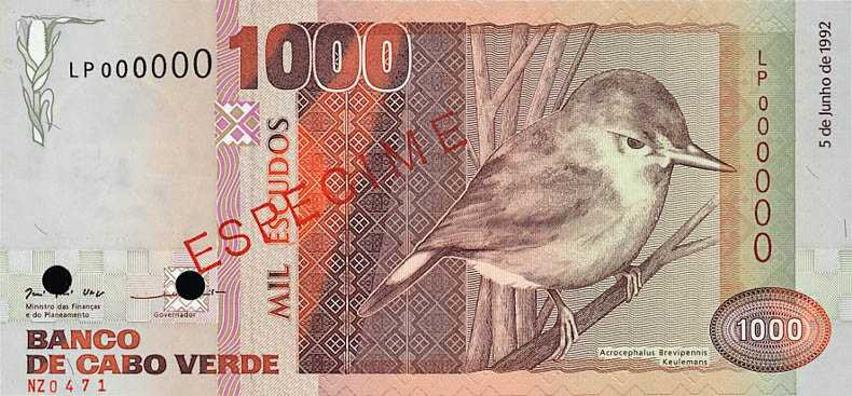
Кабо-вердська очеретянка на банкноті у 1000 ескудо Кабо-Верде

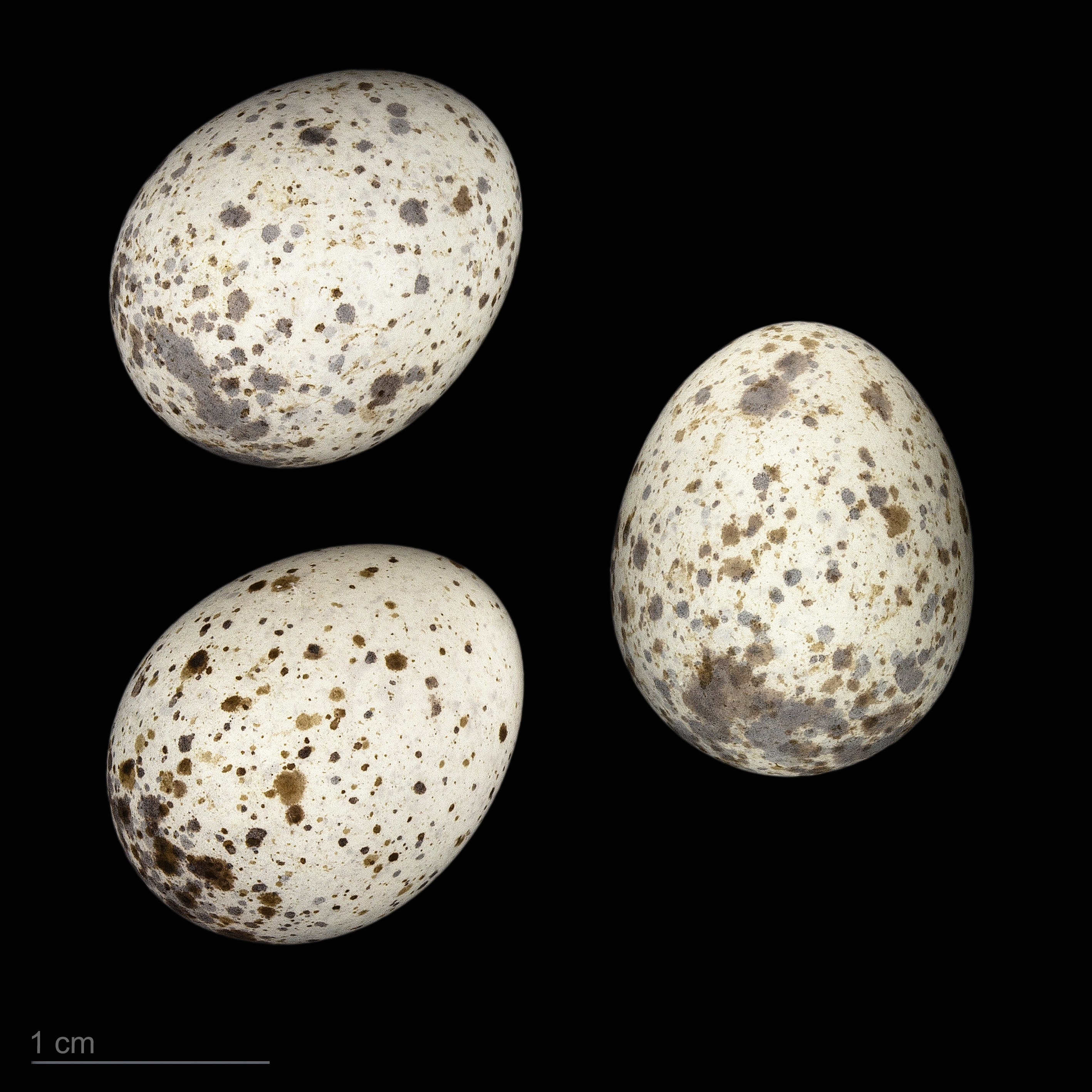

Це очеретянка середнього розміру, більша за очеретянку ставкову (Acrocephalus scirpaceus), її довжина птаха становить 13-14 см, вага 15-17 г. Дзьоб довгий, прямий, хвіст відносно довгий. Верхня частина тіла сірувато-коричнева, голова дещо світліша, спина має оливковий відтінок, надхвістя рудувате. Навколо очей тонкі сірі кільця. Махові пера мають оливкові або сірувато-коричневі края, хвіст коричневий, знизу сірувато-білий. Горло і груди білувато-кремові, живіт і боки охристі. Нижні покривні пера хвоста охристі. Очі темно-карі, дзьоб зверху коричневий або роговий, знизу жовтуватий або оранжевий, лапи сірі. Виду не притаманний статевий диморфізм. У молодих птахів нижня частина тіла жовтувата. Географічна ізоляція птаха на островах Кабо-Верде запобігає сплутанню з іншими подібними видами. 

## Поширення і екологія
Кабо-вердські очеретянки мешкають на островах Сантьягу, Сан-Ніколау та Фогу в архіпелазі Кабо-Верде, раніше також на острові Брава (не спостерігалися там з 1969 року, імовірно вимерли). Живуть в чагарникових заростях на гірських схилах, в очеретяних заростях в долинах, в садах і на плантаціях поблизу води, на острові Сантьягу в густому підліску евкаліптового лісу, на острові Сан-Ніколау в заростях тростинного арундо у висохлих руслах річок, на Фогу на кавових плантаціях з поодинокими фруктовими деревами та у вузьких, заростях ярах. Зустрічаються на висоті до 1384 м над рівнем моря. Живляться комахами і плодами. Сезон розмноження триває з серпня по листопад. Гніздо підвішується серед гілок, на висоті від 0,5 до 5 м над водою або над землею. В кладці 2-3 яйця, за пташенятами доглядають і самиці, і самці.

## Збереження
МСОП класифікує цей вид як вразливий. За оцінками дослідників, популяція капо-вердських очеретянок становить від 2300 до 3000 птахів. Їм загрожує знищення природного середовища.

## В культурі
Кабо-вердська очеретянка була зображена на банкноті у 1000 ескудо Кабо-Верде (з 1992 по 2005 роки).